# Карл I Анжуйский
Карл I Анжуйский (фр. Charles d'Anjou, 21 марта 1227 — 7 января 1285, Фоджа) — французский принц из рода Капетингов, сын Людовика VIII и брат Людовика Святого, граф Анжу и Мэна с 1246 года, граф Прованса и Форкалькье с 1246 года, король Неаполя с 1266 года, король Сицилии в 1266—1282 годах, король Албании с 1272 года, титулярный король Иерусалима с 1277 года, князь Ахейский с 1278 года, основатель Анжу-Сицилийского дома.
Карл Анжуйский был одним из самых выдающихся монархов XIII века. К 1282 году он смог создать могущественное средиземноморское государство. Но в результате Сицилийской вечерни и последующего завоевания Сицилии Арагоном его наследники смогли сохранить только Неаполь.

## Рождение и юношеские годы

Герб Карла I Анжуйского с 1246 года

Карл I Анжуйский был самым младшим сыном короля Франции Людовика VIII Льва и Бланки Кастильской, дочери короля Кастилии Альфонсо VIII. Родился он через несколько месяцев после смерти отца.
Его мать, Бланка, стала регентшей королевства при малолетнем короле Людовике IX Святом. Детство Карла пришлось на то время, когда Бланка была вынуждена подчинять своей воле непокорную французскую знать. У неё практически не было времени заниматься детьми, в результате чего Карл с юных лет привык полагаться только на себя. Он был человеком высокого роста, крепкого телосложения, с тёмно-оливковой кожей и имел царственную осанку. Он получил хорошее образование, уважал поэзию и искусство. При этом он, как и его старший брат, был набожен. Он был храбрым рыцарем, отличался благоразумием, сдержанностью, твёрдостью, проницательностью. Но наряду с этим был властолюбив, алчен и жесток.

## Карл Анжуйский во Франции

### Граф Анжу, Мэна и Прованса

Герб Карла I Анжуйского до 1246 года

По завещанию отца земли королевского домена наследовали четыре старших сына (без указания имён), остальным предназначалась духовная карьера. После смерти в 1232 году его братьев Жана и Филиппа в живых осталось именно четыре сына Людовика  VIII. В итоге было решено выделить Карлу долю третьего сына, Жана — Анжу и Мэн со всеми подчинёнными феодами включая Турень. В 1246 году Карл был посвящён в рыцари в Мелёне и официально вступил во владение Анжу, Мэном и Туренью.
В 1246 году мать устроила ему брак с Беатрисой Прованской, младшей дочерью Раймунда Беренгера V, графа Прованса и Форкалькье. У неё были 3 старшие сестры, из которых Маргарита в 1234 году вышла замуж за старшего брата Карла, короля Франции Людовика IX Святого, Элеонора — в 1236 году за короля Англии Генриха III, а Санча — в 1243 году за младшего брата Генриха III, Ричарда Корнуэльского, ставшего впоследствии королём Германии. У Раймона Беренгера не было сыновей, поэтому он по феодальному обычаю был должен разделить свои владения между всеми дочерьми. Однако он, считая, что старшие дочери достаточно вознаграждены богатым приданым и не желая дробить свои владения, завещал все свои земли Беатрисе. Поскольку приданое не было выплачено до конца, то старшие дочери посчитали себя обделёнными. Маргарита Прованская с тех пор ненавидела Карла, который вскоре поссорился и со вдовой Раймона Беренгера, Беатрисой Савойской, которая требовала в качестве вдовьей доли графство Форкалькье.
Графство Прованское находилось в вассальной зависимости от Священной Римской империи как часть королевства Бургундия (Арелата). Карл отказался приносить присягу императору Фридриху II, который был занят другими проблемами и не стал бороться за свои права. При этом прежние графы предоставили городам и знати Прованса полную свободу, с чем Карл не был намерен мириться. Когда он впервые прибыл в Прованс, то с ним прибыла толпа юристов и счетоводов, которые приступили к изучению его графских прав и привилегий. Это вызвало восстание провансальской знати во главе с Барралем де Бо и Бонифацием де Кастеллан, которое поддержала его тёща, вдовствующая графиня Беатриса Савойская. Восстание поддержали также города Марсель, Арль и Авиньон, опасавшихся за свою независимость. Когда в 1247 году Карл уехал из Прованса для того, чтобы формально вступить во владение графствами Анжу и Мэн, города заключили оборонительный союз, который возглавил Барраль де Бо.
Вместе с Людовиком IX в 1248 году Карл в сопровождении жены Беатрисы отправился в седьмой крестовый поход в Египет. Перед этим он пошёл на компромисс с Беатрисой Савойской, уступив ей графство Форкалькье. В крестовом походе он проявил себя храбрым воином. Но во время его отсутствия в Провансе вспыхнуло восстание. В 1250 году брат отпустил Карла вместе с другим братом, Альфонсом де Пуатье, домой и в октябре он вернулся в свои владения, везя послание от короля Людовика IX королеве Бланке, в то время как сам король решил задержаться в Святой земле С помощью военной силы и дипломатии Карл сумел к августу 1252 года подчинить мятежные города. Карл оказался снисходителен к предводителям восстания. Барраль де Бо стал его верным соратником, а все 3 города были вынуждены признать Карла своим сюзереном.

### Борьба за Геннегау
В ноябре 1252 года умерла мать Карла, Бланка Кастильская, которая была регентшей Франции во время отсутствия Людовика IX. В результате Карл был вынужден поехать в Париж, где он вместе с братом Альфонсом де Пуатье принял регентство. В это время папа римский Александр IV предложил Карлу корону Сицилийского королевства. Альфонс это предложение не одобрил, а Людовик IX в своём письме запретил Карлу принимать корону.
Разочарованный Карл ввязался в гражданскую войну, которая бушевала во Фландрии и Геннегау (Эно). Графиня Маргарита, боровшаяся со своим сыном Жаном д’Авен, предложила Карлу графство Эно и пост регента Фландрии. Карл начал стягивать войска в графство. Но в 1254 году вернулся из крестового похода Людовик IX. Разгневанный на самоуправство брата Людовик, вызвал Карла в Париж и приказал отказаться от графства Эно. В качестве компенсации Маргарита Фландрская дала Карлу большой денежный выкуп. А графство Эно король в итоге в 1256 году отдал Жану д’Авен.

### Умиротворение Прованса

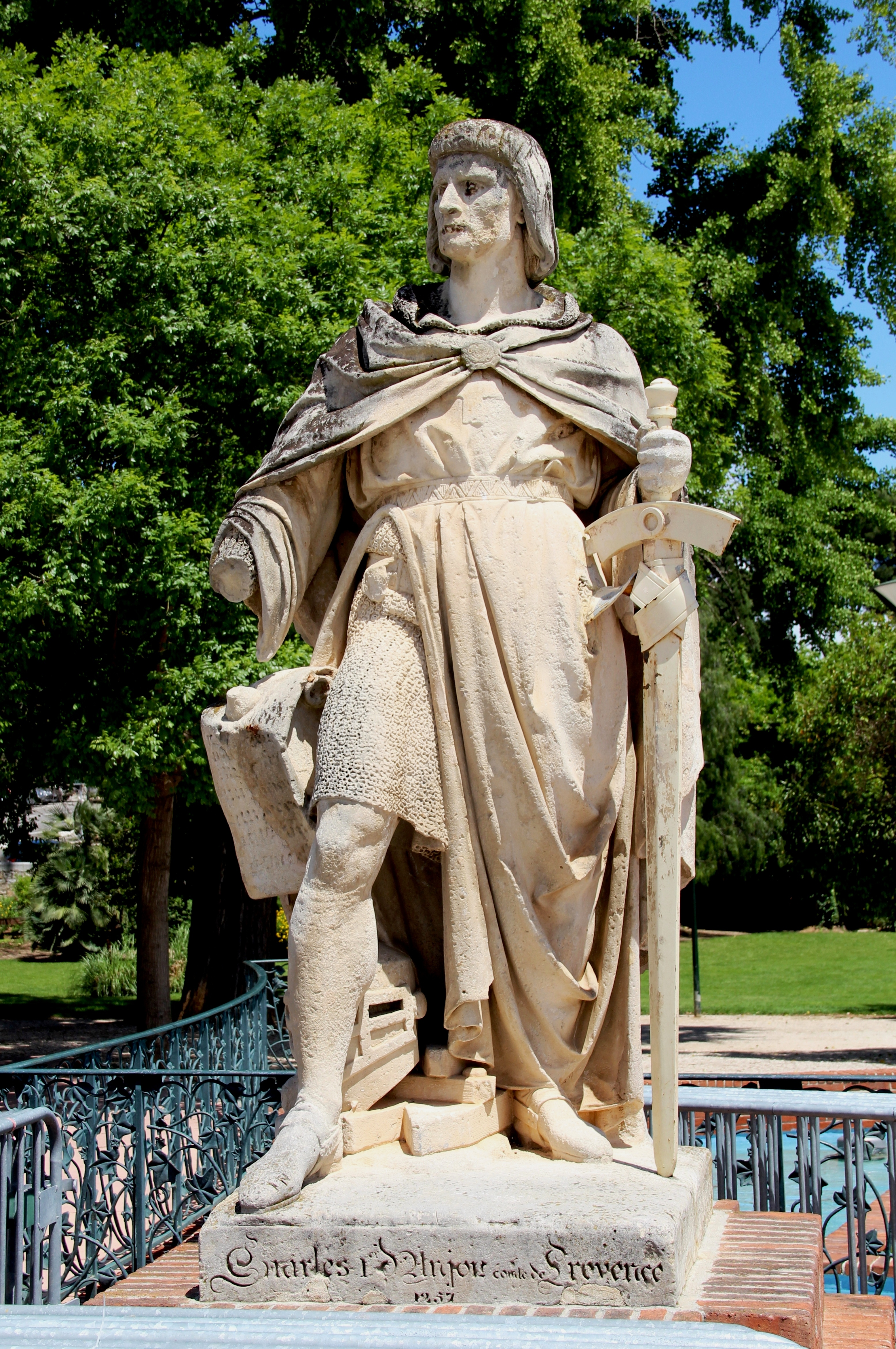
Статуя Карла Анжуйского в Йере (XIX век)

Во время отсутствия Карла в Провансе вновь стала бунтовать знать, которую возглавляли Бонифаций де Кастеллан и Беатриса Савойская. Вернувшись в Прованс, Карл поодиночке справился с недовольными. При посредничестве короля Беатриса в ноябре 1256 года согласилась отказаться от Форкалькье в обмен на крупную сумму и пожизненный пенсион, которые согласился выплатить Людовик. В том же году Карл усмирил и Марсель. Для того, чтобы было проще управлять графством, Карл ввёл должности графского вигье в Арле и Авиньоне (1251 год), Тарасконе (1256 год) и Марселе (1257 год).
Укрепив свою власть в Провансе, Карл стал расширять свои владения. В 1257 году он приобрёл несколько сеньорий в Альпах у дофина Вьеннского, кроме того он получил у принца Оранского Раймунда де Бо права регента Арелатского королевства. В 1258 году вассалом Карла признал себя граф Вентимильи. В 1259 году Карл получил сюзеренитет над Кунео, Альбой и Кераско в южном Пьемонте, в 1260 году — сеньориями Мондовы, Чевы и Биандрате в Салуццо.
В начале 1262 года в Провансе во время отсутствия Карла вспыхнуло новое восстание, которое возглавил Бонифаций де Кастеллан. Он заручился поддержкой Генуи и сыновей короля Арагона и графа Барселоны Хайме Завоевателя. Замещавший Карла Барраль де Бо, сохранивший ему верность несмотря на участие в восстании своего кузена Гуго, смог затормозить восстание. Вернувшийся Карл договорился с генуэзцами, отдав им прибрежные земли, после чего заставил бежать Бонифация и Гуго де Бо. После этого он при посредничестве короля Арагона договорился с Марселем. В результате ему удалось усмирить Прованс, который до конца его правления полностью поддерживал все его начинания.
В будущем доходы от Прованса позволяли Карлу финансировать его походы.

## Карл Анжуйский и Сицилийское королевство

### Союз с Папским престолом. Борьба с Конрадином и его дядей

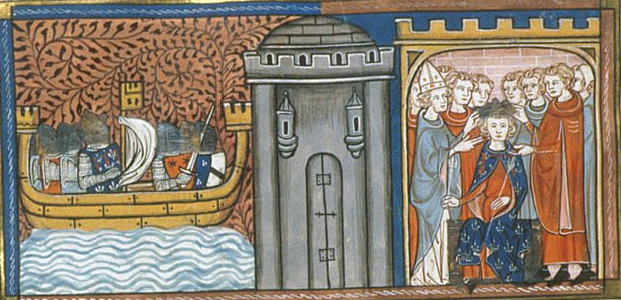
Коронация Карла в Риме (1266)

Папы римские довольно долго уже вели борьбу с представителями дома Гогенштауфенов за Сицилийское королевство. В 1258 году королём Сицилии стал незаконный сын императора Фридриха II Манфред. Желая сместить Манфреда, папы искали правителя, который мог бы завоевать королевство. В итоге выбор пал на Карла Анжуйского.
Корону ему предлагал ещё папа Александр IV, но тогда Карл под нажимом брата, короля Людовика IX, был вынужден отказаться. Новый папа, Урбан IV в 1262 году возобновил переговоры с французским двором. В мае 1263 года Людовик IX дал Карлу разрешение на переговоры с папой. Договор был заключён в июне. По условиям договора на Карла налагались многие ограничения (он не мог распоряжаться назначениями на церковные посты, не мог претендовать на императорский престол и занимать никакой пост на территории императорской части Италии и во владениях папства). Но уже осенью Карла выбрали сенатором Рима, что было нарушением договора. Переговоры продолжились, в результате чего обе стороны согласились на уступки, при этом Карл отказался от сенаторства в Риме.
2 октября 1264 года умер Урбан IV. Новый папа, Климент IV, выбранный 5 февраля 1265 года, призвал в Рим Карла, который за это время успел заключить несколько союзов со знатью в северной Италии. 10 мая он отплыл из Марселя, избежав сицилийского и союзного с ним пизанского флота, 23 мая уже был в Риме, где поселился в Латеранском дворце. 21 июня ему официально вручили сенаторские знаки отличия, причём Карл пообещал папе, что откажется от них после завоевания Сицилийского королевства. 28 июня Карла был официально провозглашён королём Сицилии и коронован папой.
Манфред, собрав армию, выступил против Карла, но не решился атаковать лагерь Карла, расположившегося около Тиволи. После небольшой стычки Манфред отступил, в результате чего потерял власть в Анконской марке, а его влияние в Тоскане ослабло. К концу года Карл при посредничестве папы собрал деньги, которые были необходимы для кампании против Манфреда и в октябре набранная им армия выступила из Лиона и прибыла в Рим в январе 1266 года. 6 января Карл в соборе святого Петра был коронован как король Сицилии.
20 января Карл со всеми силами выступил на завоевание Сицилийского королевства. 26 февраля около Беневента состоялась битва с армией, возглавляемой Манфредом. В результате армия Манфреда была разбита, а сам он убит. 7 марта Карл торжественно въехал в Неаполь, ставший столицей его королевства. Жена Манфреда, Елена, с детьми попала в плен и все они были заключены в Ночере. В итоге только дочь Беатриса в 1284 году была выпущена из заключения.

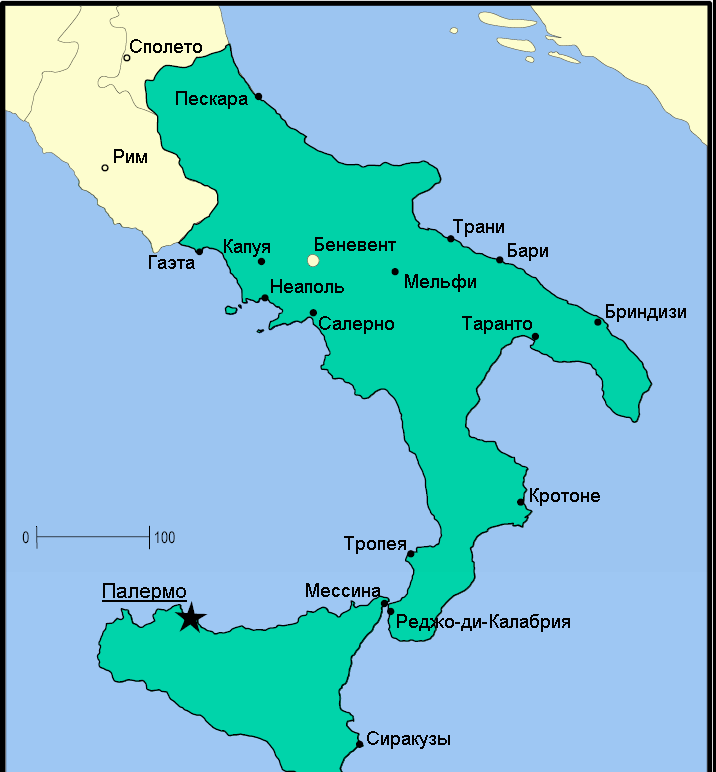
карта Сицилийского королевства

Победив противника, Карл не стал преследовать его сторонников, объявив амнистию. Но несмотря на его изначальную снисходительность, Карл не пользовался популярностью. Он установил высокие налоги, от которых никто не мог уклониться.
В мае 1266 года Карл выполнил обещание, данное папе, и отказался от поста сенатора в Риме, который в итоге в июне 1267 года достался одному из соратников Карла, Энрике Кастильскому, брату короля Кастилии и Леона Альфонса X Мудрого. Папа Климент был вынужден предоставить Карлу полную свободу действий в Северной Италии. К концу 1266 года практически вся Ломбардия оказалась в руках Карла и его союзников. В 1267 году его войска подошли к Флоренции. Это вызвало бегство правящих во Флорентийской республике гибеллинов и приход к власти радикальных гвельфов. Карл Анжуйский был избран подеста Флоренции и оставался на этом посту в течение 13 лет, руководя внешней политикой республики. Он также был назначен генеральным папским викарием в Тоскане. Подчинив Флоренцию, Карл продолжил экспансию в отношении других гибеллинских коммун Тосканы. Пока Карл осаждал Поджибонси, в июле 1267 года в Ночере умерла его жена Беатриса.
Но в Баварии жил сын покойного императора Конрада IV и внук Фридриха II, Конрадин. Знать герцогства Швабии признала Конрадина своим герцогом, бароны Иерусалимского королевства провозгласили его своим королём. Недовольные Карлом родственники Манфреда в конце 1266 года начали стекаться к нему. Обеспокоенный папа Климент издал буллу, грозящую отлучением любому, признавшему власть Конрадина. Но осенью 1267 года на Сицилии началось восстание в поддержку Конрадина, а сам он вместе с армией выступил в Италию. Конрадина поддержал и сенатор Рима, Энрике Кастильский, обиженный на Карла, поскольку тот не выделил ему никаких владений в завоёванном королевстве.
Карл, занятый подчинением городов в Тоскане, выступил на поддержку папе только в мае 1268 года. Он встретился с папой в Витербо, где был назначен императорским наместником в Ломбардии, после чего выступил против сарацинских мятежников в Лучере.

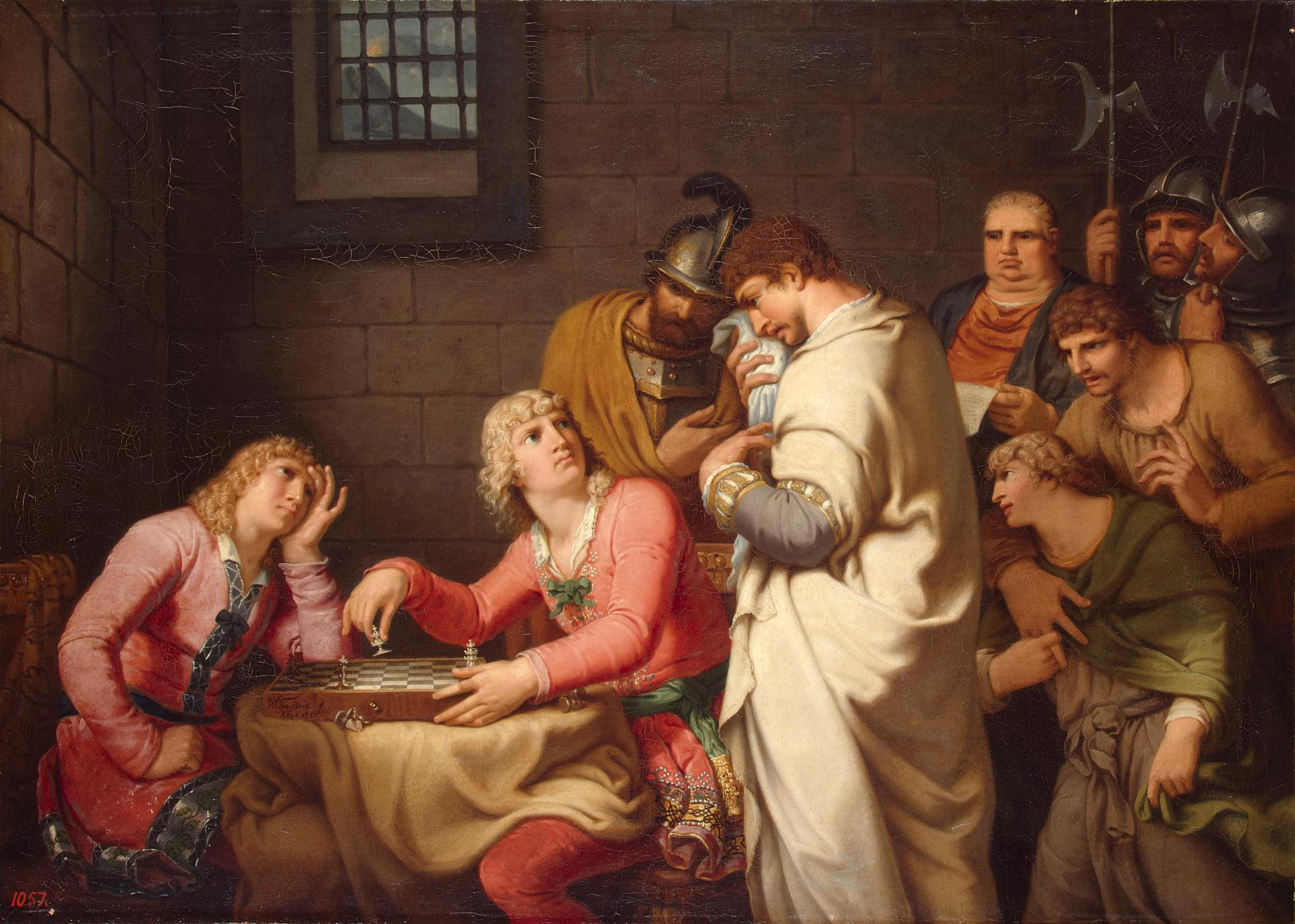
«Конрадин и Фридрих Баденский в ожидании приговора» (картина Тишбейна, 1785)

24 марта 1268 года Конрадин въехал в Рим, где был торжественно встречен гражданами города. 14 августа он с увеличившейся армией выступил на завоевание Сицилийского королевства. Услышав об этом, Карл снял осаду Лучеры и направился навстречу Конрадину. 23 августа 1268 года состоялась битва при Тальякоццо, в результате которой армия Конрадина оказалась разбита, многие соратники Конрадина попали в плен. Конрадин со своим другом Фридрихом Баденским и несколькими соратниками бежал, но в небольшом морском порту Астуру беглецов схватили и опознали, после чего выдали Карлу. 29 октября 1268 года Конрадин и Фридрих Баденский были публично обезглавлены в Неаполе. Эта казнь привела Европу в состояние шока.
Победа над Конрадином позволила Карлу продолжить завоевание Тосканы. 17 июня 1269 года в сражении у Колле-ди-Валь-д'Эльса флорентийско-французскими войсками были разбиты силы гибеллинских коммун во главе с Сиеной. В результате в Сиене, а затем в Пизе и других городах Тосканы к власти пришли правительства гвельфов, подконтрольные Карлу Анжуйскому.
Утвердив свою власть над Южной Италией, а также став протектором гвельфов Ломбардии и Тосканы, сохранив в своих руках Анжу и Прованс, Карл стал самым влиятельным человеком в Европе.

### Король Сицилийского королевства
Вскоре после казни Конрадина Карл женился второй раз — на Маргарите Бургундской, принёсшей ему треть графств Тоннер, Невер и Осер, а также четыре небольших сеньорий, разбросанных по Северной Франции (Монмирай, Аллюе, Ториньи и Брюньи). Но единственная дочь от этого брака умерла ребёнком, поэтому эти владения после смерти Маргариты отошли обратно к её родственникам.
28 ноября 1268 года умер папа Климент IV, после чего Рим перешёл под контроль Карла — его избрали сенатором. Новый папа, Григорий X, был выбран только осенью 1271 года, до этого Карл единовластно распоряжался в Италии, присвоив в отсутствие папы право назначать императорских наместников в Италии. К концу 1270 года он подчинил себе всю Тоскану. Весной того же года Карлу удалось подавить и восстание на Сицилии.
С мятежниками Карл обошёлся очень сурово. Многих приверженцев Гогенштауфенов Карл казнил, бросил в тюрьму или изгнал. Карл объявил недействительными все прежние пожалования, данные после отлучения Фридрихом II и его преемниками. Эти владения он раздал своим приверженцам.
Правление Карла было искусным и эффективным. Оно обеспечивало правосудие и порядок, но популярным никогда не было и сопровождалось казнями лидеров оппозиции. Все высшие должности в королевстве были заняты провансальцами или французами. Начался постепенный демонтаж централизованной монархии эпохи Готвилей и Гогенштауфенов и внедрение французской модели феодального общества. Массовые земельные пожалования, осуществлённые Карлом, сопровождались предоставлением широких иммунных прав новым владельцам. Король существенно ограничил своё право на приобретение вымороченных ленов, резко расширив круг наследников земель. Была отменена обязательность получения королевского согласия для вступления дворян в брак и введено ограничение размера рельефа королю, уплачиваемого при переходе лена по наследству. Нуждаясь в деньгах, Карл Анжуйский обложил королевство высоким налогом. Всё это вызывало неудовольствие населения.

### Чеканка монет при Карле Анжуйском

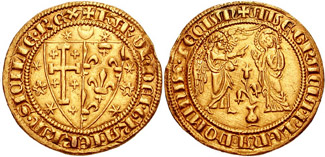
Карлино, отчеканенное при дворе Карла I

Как любой суверенный правитель, став королём, Карл начал чеканить свои монеты. Он лично принял участие в разработке проекта в 1278 году. Также для разработки монет были привлечены лучшие мастера монетных дворов Бриндизи и Мессины. Монеты выпускались в двух вариантах: золотые (салюто д’оро) и серебряные (салюто д’аргенто). Руководили выпуском флорентийские минмейстеры Франческо Формики и Джованни Фортино. Позже выпуск монет продолжил его сын Карл II и внук Роберт. Эти монеты получили название карлино (итал. Carlino).

## Попытка создания средиземноморской империи
Одной из своих целей Карл сделал отвоевание Константинополя и восстановление Латинской империи. Для этого он при посредничестве папы в мае 1267 года помирился с последним императором Балдуином II. Балдуин передал Карлу сюзеренитет над Ахейским княжеством и сюзеренитет над большинством островов Эгейского моря, Эпиром и Корфу. Договор был скреплён обручением сына Балдуина, Филиппа, и дочери Карла Беатрисы, причём в случае бездетности Филиппа все права на империю должны были отойти к Карлу. Одновременно Карл заключил договор и с князем Ахейским Гильомом II де Виллардуэном, который рад был признать своим сюзереном сильного правителя. Ища союзников, Карл заключил также договор с королём Венгрии Белой IV, договорившись о браке дочери, Изабеллы, с венгерским принцем Ласло, внуком Белы, и сестры Ласло, Марии с наследником Карла, будущим Карлом II. Благодаря этому браку Анжуйская династия позже взошла на венгерский трон.
После победы над Конрадином Карл потребовал у Гильома Виллардуэна выдать старшую дочь и наследницу Изабеллу за своего второго сына Филиппа. При этом в договор был включён пункт, что при бездетной смерти наследницы права на Ахейское княжество перейдут к Карлу. Брак был заключён в 1271 году.
Походу Карла против Византии помешало вторжение Конрадина в 1268 году. После смерти папы король Людовик IX собрался в крестовый поход и потребовал помощи Карла. Отказать Карл не мог, но, по мнению многих историков, он убедил брата отправиться в Тунис, эмир которого Аль-Мустансир оказывал помощь Манфреду и Конрадину, а также предоставил убежище их сторонникам.
Крестоносцы высадились в Африке и с боями дошли до древнего Карфагена. Но из-за проволочек шанс на победу был упущен. Из-за большой скученности в лагере началась моровая язва, умер сын короля Жан-Тристан, а скоро заболел и сам король Людовик IX. 25 августа 1270 года он умер. Карл со своим флотом прибыл уже после смерти брата и попытался взять командование на себя, однако общее командование оказалось в руках нового короля Франции — Филиппа III. Но прибытие Карла спасло крестоносцев. Он разбил тунисскую армию в двух сражениях, после чего эмир запросил мира, который был заключён 30 октября. По итогам его Карл оказался в большом выигрыше. Но неудачи преследовали крестовый поход, болезни продолжались. Умер король Наварры Тибо. Флот Карла сильно пострадал от шторма, многие корабли утонули.

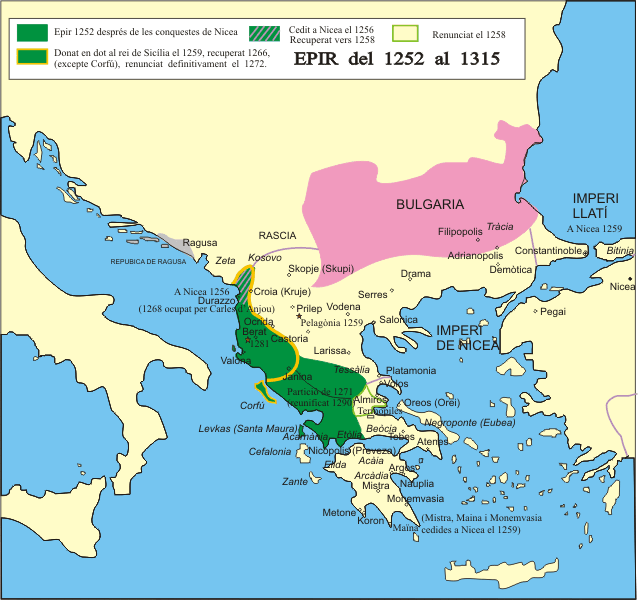
Территория, отвоёванная Карлом I Анжуйским в Эпирском деспотате

Смерть брата стала серьёзным ударом для Карла. Несмотря на то, что Людовик IX не одобрял многие начинания Карла, он был верным союзником. Филипп III, наследник Людовика, был слабовольным человеком, находясь под сильным влиянием матери, Маргариты Прованской, которая ненавидела Карла из-за того, что ему досталось прованское наследство. Однако Карл постарался извлечь выгоду из смерти брата, предложив похоронить его останки в Сицилийском королевстве. Это могло способствовать повышению престижа Карла, поскольку уже тогда начались разговоры о возможной канонизации Людовика. Филипп III же хотел похоронить отца во Франции. В качестве компромисса было решено, что внутренности и плоть будут похоронены там, где хочет Карл, а кости — в королевском некрополе в Сен-Дени. Карл отправил внутренности и кожу Людовика в церковь Монреаля около Палермо. Позже, в 1282 году, Карл давал официальные показания кардиналу Бенедетто Каэтани во время процесса о канонизации Людовика IX.
Завершение похода позволило Карлу вернуться к своим восточноевропейским проектам. Крупномасштабный поход на Константинополь ему пришлось отложить, но он смог отвоевать у деспотов Эпира Дураццо и большую часть Албании. В феврале 1272 года он провозгласил себя королём Албании. Но действия против Византии были невозможны, поскольку новый папа Григорий запретил Карлу предпринимать враждебные действия, надеясь на унию между двумя церквями.
15 октября 1273 года был отпразднован брак между Филиппом де Куртене и Беатрисой Сицилийской. Через несколько дней умер император Балдуин II и титул «император Константинополя» был признан за Филиппом.
Пока Карл пребывал в вынужденном бездействии, император Византии Михаил VIII Палеолог развил бурную дипломатическую деятельность, заключив союзы с царём Болгарии и королём Венгрии, а также с Ногаем, фактическим правителем Золотой Орды, и генуэзцами. А в 1274 году он объявил папе, что принимает унию.
В 1275 году папа Григорий добился договора дружбы между римским королём Рудольфом I Габсбургом и Карлом, который был скреплён браком старшего внука Карла, Карла Мартела, и дочери Рудольфа, Клеменции. При этом император Рудольф фактически отказался от императорских прав на Романью и Анконскую марку. Вскоре после этого, 10 января 1276 года, папа Григорий умер.
С ноября 1272 года Карл вёл войну против Генуи, а в 1275 году она переросла в войну против возрождённой лиги гибеллинов. И сложилась она неудачно: к лету 1276 года он потерял почти все владения в Пьемонте, сохранив только 3 незначительных города (Кунео, Кераско и Савильяно). 22 июня при посредничестве нового папы, Иннокентия V, умершего вскоре после этого, был заключён мир. Новый папа, Иоанн XXI, также поддерживал все притязания Карла.
25 ноября 1277 года был выбран папой Николай III. 24 мая 1278 года по его настоянию Карл был вынужден отказаться от поста сенатора Рима. Также он приложил силы к тому, чтобы помирить опять рассорившихся Карла и императора Рудольфа. Камнем преткновения стало графство Прованс. Поскольку номинально его граф считался вассалом императора (хотя Карл об этом предпочёл «забыть»), то вдова Людовика IX, Маргарита Прованская, ненавидевшая Карла, обратилась к Рудольфу с просьбой отдать её графство. Её поддержал в этом король Англии Эдуард I.
Летом 1278 года послы Маргариты договорились с Рудольфом о тройственном союзе. По договору старший сын Рудольфа, Гартман, женится на дочери Эдуарда. После коронации Рудольфа императором Гартман должен был быть признан его наследником и римским королём, получив при этом Арелатское и Вьеннское королевство, включая Прованс.
В августе Рудольф разбил короля Чехии Пржемысла Оттокара II, с котором он воевал из-за Австрии. После этого у Рудольфа появилась возможность вторгнуться в Италию и Прованс. Только в мае 1280 года папе удалось примирить стороны. Карл при этом отказался от наместничества в Тоскане. При этом Арелатское королевство в перспективе должно было перейти к внуку Карла, Карлу Мартелу, когда он женится на Клеменции Габсбург.
В 1278 году умер князь Ахейский Гильом II. По условиям договора с Карлом княжество перешло к сыну Карла, Филиппу, и его жене Изабелле. От имени Филиппа в Ахейском княжестве стал править Карл.
После смерти Николая 22 августа 1280 года Карл смог вмешаться в папские выборы. 22 февраля 1281 года новым папой стал Мартин IV, давний друг французской королевской семьи. Карл был снова назначен сенатором Рима. Карл попытался воспользоваться расположением папы для захвата Пьемонта, но был в мае 1281 года разгромлён маркграфом Салуццо в Борго Сан-Далмацо. Также потерпели неудачу и его попытки сохранить контроль над Ломбардией.
Под давлением Карла папа прекратил переговоры с Византией о церковной унии. После чего у Карла оказались развязаны руки и он мог попытаться реализовать свою мечту о захвате Константинополя. В 1280 году его армия захватила Бутринти у деспота Эпира и начала осаду Берата. Но осада окончилась неудачно, византийская армия в 1281 году смогла отбросить армию Карла, что дало императору контроль за внутренней частью Албании и северным Эпиром. Прибрежные города остались у Карла. В 1281 году подписал Орвиетский договор с Венецией, Филиппом де Куртене и благословлённый папой римским, в котором оговаривался план отвоевания Константинополя, возрожденеи Латинской империи и подчинение православной церкви Риму.

## Сицилийская вечерня и потеря Сицилии

### Сицилийская вечерня

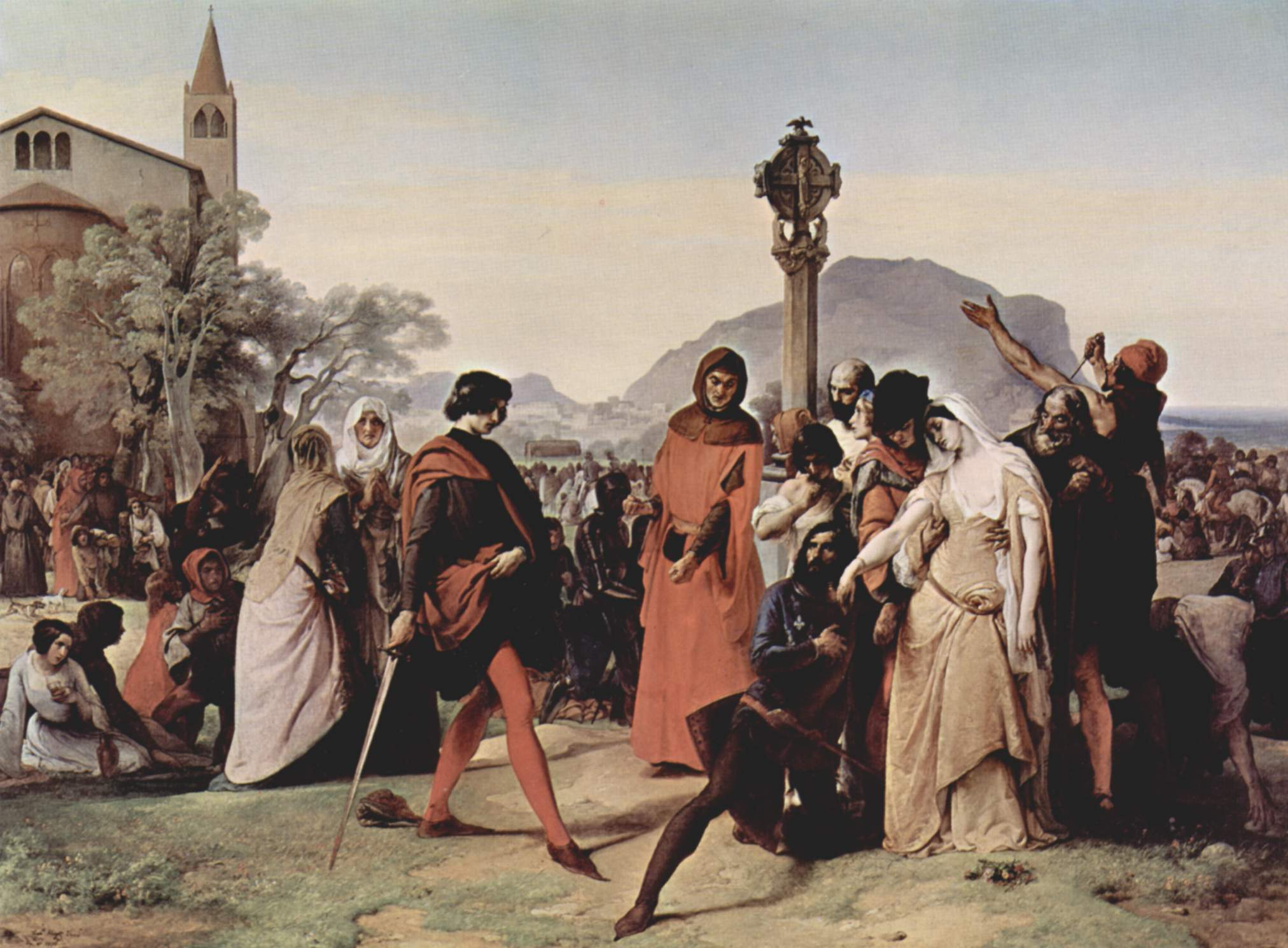
«Сицилийская вечерня» (картина Айеца, 1846)

В начале 1282 года Карл был величайшим монархом Европы. Но он упустил из виду своих врагов, изгнанников из Сицилийского королевства, нашедших пристанище при дворе короля Арагона Хайме I, старший сын и наследник которого, Педро, был женат на дочери Манфреда, Констанции, которая осталась единственной наследницей Гогенштауфенов после гибели Конрадина. Педро стал королём после смерти отца в 1276 году. Он поддерживал изгнанников, которые организовали заговор против Карла. Недовольные сицилийцы сплотились вокруг графа Джованни Прочиды, который после 1268 года был вынужден бежать из страны и посетил Византию, Рим и Арагон, умоляя о поддержке сицилийского освободительного движения.
Пока Карл готовился к походу на Византию, собирая флот в 1281 году, при дворе Педро готовилась армия для вторжения в королевство Карла. Византийский император Михаил VIII Палеолог помогал ему денежными средствами, чтобы устранить угрозу для своего государства. При этом тайно готовилось восстание на Сицилии, население которой ненавидело Карла, возмущённое его тиранией и высокими налогами. Но восстание вспыхнуло раньше времени.
Восстание началось на Пасху, 29 марта 1282 года. За один день было вырезано около 2000 французов в Палермо, а город перешёл под контроль восставших. Это событие получило название Сицилийская вечерня. По примеру Палермо начались восстания и в других городах. 28 апреля вспыхнуло восстание и в Мессине, где находился флот Карла и сильный гарнизон под командованием Герберта Орлеанского. Большинство французов успели укрыться в цитадели, но флот был сожжён. Позже Герберт сдался при условии, что ему дадут покинуть Сицилию.

### Завоевание Сицилии королём Арагона

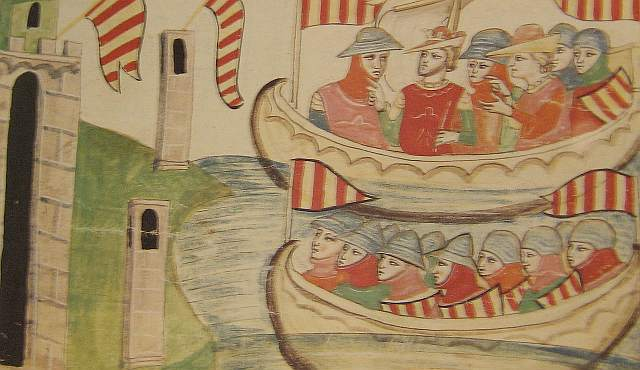
Высадка Педро III в Трапани

Для подавления восстания Карл собрал армию. Карл в июне переправился через пролив и в августе приступил к военным действиям в Мессине. Восставшие, понимая, что в одиночку им не выстоять, отправили гонцов к Педро Арагонскому, предложив ему сицилийскую корону. Педро принял предложение и 30 августа 1282 года он во главе огромной армии высадился в Трапани, по пути в Палермо сицилийцы приветствовали его, и уже 4 сентября 1282 года он был провозглашён в Палермо королём Сицилии. В итоге разгорелась война между Карлом и Педро, в которую оказались втянуты и другие европейские государства.
В сентябре — октябре 1282 года Педро постепенно развил свой успех. 2 октября торжественно въехал в Мессину. А Карл был вынужден снять осаду с города и отправился на континент. 14 октября в битве у Никотеры арагонский флот разбил флот Карла, после чего Сицилия и море около неё оказались под контролем Педро Арагонского. В последующие месяцы сицилийский флот под командованием Руджеро ди Лауриа несколько раз разбивал неаполитанцев, а к февралю 1283 года Педро III занял значительную часть побережья Калабрии, отрезав Реджо, где находилась армия Карла, от остального материка.
Зимой вспыхнуло восстание гибеллинов в Перудже, после чего большая часть Умбрии оказалась под их контролем. Вспыхивали восстания и в других итальянских городах. Это отвлекало внимание сторонников Карла, но реальной помощи гибеллины из Северной и Центральной Италии Педро Арагонскому оказать не могли.
Основным союзником Карла был его племянник, король Франции Филипп III. После сицилийского восстания Карл отправил ему призыв о помощи, в итоге Филипп с братом Пьером, графом Алансона, и двоюродным братом Робертом II, графом Артуа, отправились в Италию. Однако позже они могли помогать, только посылая Карлу наёмников. Поддержал Карла и папа Мартин IV, отлучивший восставших от церкви. А после вторжения арагонцев Мартин 18 ноября 1282 объявил отлучённым от церкви и короля Педро.

Арагонский король Педро прибывает в Бордо на вызов Карла Анжуйского

В конце 1282 года Карл вызвал Педро на судебный поединок, который должен был состояться 1 июня 1283 года в Бордо, принадлежавшем королю Англии Эдуарду I. Но поединок в итоге не состоялся.

### Крестовый поход против Арагона и смерть Карла
Для того, чтобы собрать новые флот и армию, Карл I Анжуйский был вынужден покинуть Неаполь и отправиться в Париж, где он провёл переговоры с Филиппом III, а оттуда в Прованс. Наместником Карла в Неаполе остался его старший сын и наследник Карл Салернский, который 12 января 1283 года был наделён полной властью в королевстве на всё время отсутствия отца. Педро был вынужден вернуться в Арагон, где столкнулся с невиданным доселе сопротивлением знати, оставив командовать армией своего сына Хайме.
Отлучение Педро III от Церкви автоматически делало его изгоем среди европейских монархов и освобождало его подданных от присяги. Первым это дал почувствовать родной брат Педро III — Хайме II Майоркский. В 1283 году он признал французского короля Филиппа III Смелого сеньором графства Монпелье, а также разрешил французским армии и флоту свободный проход через Руссильон.
В мае 1284 года папа Мартин объявил о низложении Педро III и предоставил арагонскую корону Карлу Валуа, второму сыну Филиппа III Французского. Поскольку Педро III не собирался подчиняться вердикту папы и не отказывался от арагонской и сицилийской корон, Мартин IV объявил против короля крестовый поход.

В Италии Карл Салернский, сын Карла I, вместе с графом Робертом II Артуа вели борьбу как против гибеллинов, а также против арагонцев в Калабрии. В то время, как Карл I собирал армию в Провансе, Карл Салернский по призыву отца набирал войска в Неаполе. В конце мая 1284 года Карл I отплыл с набранным флотом из Прованса. Но в июне сицилийцы во главе с Руджеро де Лауриа притворным отступлением выманили неаполитанский флот во главе с принцем Карлом, не знавшим о скором подходе флота отца, из Салерно. В результате неаполитанский флот был наголову разбит, а сам Карл Салернский попал в плен. Многие сицилийцы требовали казни принца, он был спасён только вмешательством Констанции Гогенштауфен, жены Педро. 

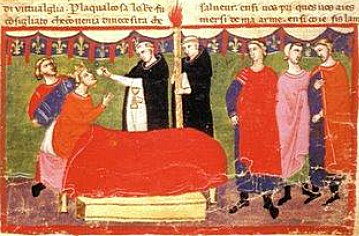
Смерть Карла Анжуйского

Флот Карла I прибыл в Гаэту 6 июня, где он и узнал о поражении сына, после чего спешно отправился в Неаполь. В городе после известия о поражении флота начались беспорядки, но находившийся в городе папский легат подавил выступления аристократов, а прибывший Карл закончил наведение порядка. Случившееся нисколько не убавило его амбиций. Он писал папе, что потеря сына неприятна, но у него есть много внуков. Однако казна была опустошена, а для оплаты наёмников нужны были деньги. Но 24 июня армия Карла выступила в поход. Ему удалось осадить Реджо с суши и моря, но арагонскому флоту Руджеро де Лауриа удалось выскользнуть из ловушки, после чего начал вылазки в тыл армии Карла. В итоге тот 3 августа был вынужден снять осаду и вернуться, отложив поход до весны.
На весну 1285 года был намечен крестовый поход против Арагона, в котором собирался принять участие король Франции Филипп III и французская знать. Карл также готовился весной возобновить кампанию против арагонцев в Калабрии и Сицилии. Однако в конце декабря 1284 года он заболел и 7 января 1285 года умер. Был похоронен в родовой усыпальнице французских королей в аббатстве Сен-Дени.

## Карл Анжуйский и Иерусалимское королевство

### Династический спор вокруг иерусалимской короны
В 1228 году от осложнений после родов умерла Изабелла II, жена императора Фридриха II Гогенштауфена и королева Иерусалимская. Права на корону Иерусалима перешли к их новорождённому сыну Конраду II (был также королём Германии под именем Конрад IV). Тогда же права на престол предъявила вдовствующая королева Кипра Алиса Шампанская, старшая дочь королевы Изабеллы I и её третьего мужа Генриха Шампанского. Но бароны королевства в 1230 году постановили, что королём может быть только Конрад. Но от имени малолетнего сына правил император Фридрих II, назначивший своего бальи.
В 1243 году против власти императора в Иерусалимском королевстве был составлен заговор. Конрад, которому исполнилось 15 лет, был объявлен совершеннолетним, его права признавали некоторые бароны королевства, желавшие управлять от имени короля. Однако тогда же права на престол снова предъявила Алиса Шампанская, которую поддержали представители могущественного движения гибеллинов. В итоге между двумя противоборствующими сторонами был достигнут следующий компромисс. Королём признавался Конрад, однако от его имени правила Алиса Шампанская и её третий муж Рауль де Кевр как регенты королевства. При этом с Алисы было взято обещание, что она вернёт королевство Конраду по его первому требованию. Однако некоторые части Иерусалимского королевства (Антиохия, Триполи, Яффа) признавали власть императора Фридриха II. Алиса умерла в 1246 году.
В 1247 году папа римский Иннокентий IV объявил о лишении императора Фридриха II владений в Иерусалимском королевстве. 17 апреля он признал регентом королевства сына Алисы Шампанской от первого брака, короля Кипра Генриха I, узаконив переворот 1243 года. Регенты носили титул «наследник Кипра и бальи королевства Иерусалимского». Поскольку все регенты одновременно были королями Кипра, их обязанности в Иерусалимском королевстве выполняли бальи из рода Ибелинов. Ввиду отсутствия сильной центральной власти государство было охвачено смутами.
Император Фридрих II умер в 1250 году, а его сын Конрад II — в 1254 году. После этого в сентябре 1254 года папа признал наследником Иерусалимского королевства его малолетнего сына Конрадина (под именем Конрада III). Но фактическая власть осталась в руках королей Кипра. После смерти Генриха I в 1253 году регентом был признан малолетний Гуго II (ум. 1267), от имени которого королевством сначала управляла его мать Плезанция Антиохийская (сначала совместно со вторым мужем Балианом д’Ибелином, а после аннулирования брака в 1258 году — с братом Боэмундом VI Антиохийским). После её смерти в 1261 году регентом стала сестра Генриха I Кипрского — Изабелла де Лузиньян, правившая совместно с мужем Генрихом Антиохийским.

В 1263 году Изабеллу сменил её сын, Гуго Антиохийский. Именно он после смерти Гуго II, не оставившего наследников, стал королём Кипра под именем Гуго III. 

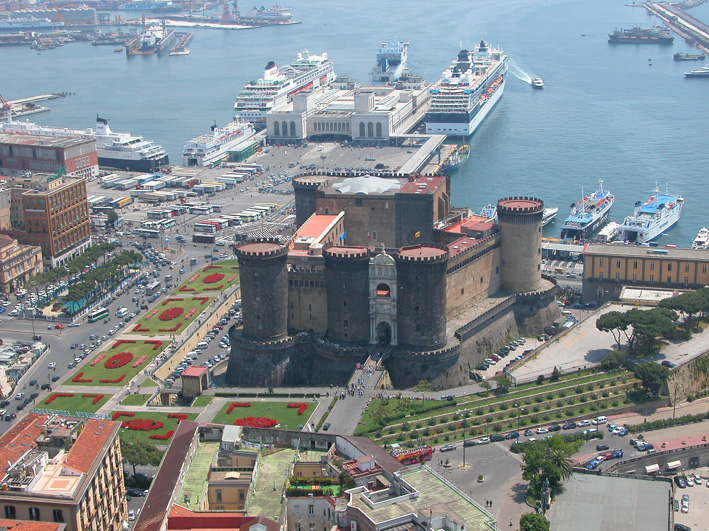
Резиденция Карла Анжуйского в Неаполе

После того, как Конрадин предъявил права на Сицилийскую корону, папа Климент VI 5 апреля 1268 года объявил о лишении Конрадина Иерусалимской короны. А после казни в Неаполе Конрадина (29 октября 1268 года) растянувшаяся на 25 лет ситуация с формально признаваемым, но фактически лишённым власти королём Иерусалима завершилась.
Права на Иерусалимскую корону предъявил Гуго III. Однако у него нашлась противница. Претензии на престол предъявила Мария Антиохийская, родная тётка Гуго III (сестра его отца). Свои претензии на трон Мария Антиохийская основывал на том, что была дочерью Мелизинды Лузиньян, дочери всё той же Изабеллы I Иерусалимской и её четвёртого мужа Амори II, короля Иерусалима и Кипра.
Права Конрада II и Конрада III (Конрадина) на иерусалимский трон основывались на том, что мать Конрада II Изабелла II Иерусалимская была дочерью Марии Иерусалимской, дочери Изабеллы I и её второго мужа Конрада I Монферратского. После гибели Конрадина потомство Изабеллы I и Конрада Монферратского пресеклось. Права Гуго III на корону Иерусалима основывались на том, что он по материнской линии был внуком Алисы Шампанской, дочери Изабеллы I Иерусалимской и её третьего мужа Генриха Шампанского. Но династические права как Гогенштауфенов, так и Гуго III не были бесспорными. Изабелла I вступила во второй (1192 год) и третий (1193 год) браки при жизни своего первого мужа Онфруа IV Торонского, законность развода с которым в 1192 году многими подвергалась сомнению. Формальным основанием для развода послужил юный возраст супругов, в силу которого, как сочли иерусалимские знать и духовенство, согласие на брак не было осознанным и добровольным. Действительной же причиной развода стало решение вождей Третьего крестового похода и местных феодалов дать Изабелле I устраивающего всех супруга. К моменту рождения Мелизинды, матери Марии Антиохийской, первый муж Изабеллы I Иерусалимской умер, и, таким образом, Мелизинда оказывалась бесспорно законнорождённой дочерью Изабеллы I. Таким образом, спустя 70 лет сомнительный с точки зрения канонического права развод Изабеллы I с первым супругом дал возможность для оспаривания прав Гуго III на корону Иерусалима.
Однако Высшая курия королевства в 1269 году отказала в ходатайстве Марии Антиохийской. Королём был признан Гуго III, который был коронован в Тире как король Иерусалимского королевства 24 сентября 1269 года, однако Мария во время коронации успела выкрикнуть, что она протестует, после чего была вынуждена бежать. Но с точки зрения права она сохранила таким образом права на престол.
В своём стремлении восстановить сильную королевскую власть Гуго III столкнулся с рядом непокорных феодалов, орденом тамплиеров и местными городскими коммунами. В 1276 году Гуго III, объявив о полной невозможности справиться с царящей анархией, покинул Святую землю и вернулся на Кипр.

### Карл Анжуйский — король Иерусалима
В 1272 году Мария Антиохийская вынесла свою тяжбу на рассмотрение папской курии в Риме, а фактическое отречение Гуго III от власти в Иерусалимском королевстве только способствовало притязаниям Марии. Процесс в папской курии затягивался, и тогда Марию поддержал Карл Анжуйский. 15 января 1277 года в присутствии кардиналов Мария Антиохийская передала Карлу Анжуйскому свои права на Иерусалимское королевство в обмен на пожизненную ренту. Весной 1277 года наместник Карла Анжуйского Рожер де Сан-Северино прибыл в Акру, столицу Иерусалимского королевства, и был поддержан тамплиерами. Оставленный Гуго III в Акре наместник был вынужден бежать, а вассалы Иерусалимского королевства, под угрозой изгнания, принесли оммаж Карлу Анжуйскому.
Власть Карла Анжуйского и его наместника Рожера де Сан-Северино не встретила сопротивления, но и была принята без энтузиазма. Тамплиеры поддержали короля, другие ордена признали его, итальянские коммуны, занимавшие почти независимое положение в государстве, были благосклонны к новому режиму. Попытка Гуго III вернуть королевство в 1278—1279 годах закончилась неудачей, высадившегося в Тире кипрского монарха никто не решился поддержать, а его собственная армия отказалась воевать за пределами Кипра.
После Сицилийской вечерни Карл Анжуйский уже не мог эффективно управлять Иерусалимским королевством. Вынужденный вести борьбу за сохранение собственного Сицилийского королевства, Карл отозвал из Акры Рожера де Сан-Северино. Новый наместник Эд де Пуалешьен (племянник папы Мартина IV) был вынужден бороться за права своего монарха без всякой поддержки извне. 1 августа 1283 года Гуго III высадился в Бейруте, а 7 августа вступил в Тир. Дальнейшему продвижению воспрепятствовали тамплиеры, по-прежнему поддерживавшие Карла Анжуйского. Смерть Гуго III (29 марта 1284 года), а затем его юного сына Иоанна I Кипрского (20 мая 1285 года) позволила наместнику Карла Анжуйского сохранить контроль над Акрой ещё на два года.
Потеря Анжуйским домом Иерусалимского королевства произошла уже после смерти Карла I Анжуйского. Новый король Кипра Генрих II, сын Гуго III, сумел договориться с тамплиерами, и после их измены у Эда де Пуалешьена не осталось союзников. 24 июня 1286 года флот Генриха II вошёл в Акру. Эд де Пуалешьен со своим неаполитанско-французским отрядом укрылся в крепости, а после того, как у гарнизона закончились продукты, сдался Генриху II (29 июня 1286 года).
Формально преемники Карла I Анжуйского никогда не признали потери Иерусалимского королевства, и последующие монархи Неаполя (1286—1816), Обеих Сицилий (1816—1861) и объединённой Италии (1861—1946) продолжали носить титул королей Иерусалима.

## Наследство Карла I Анжуйского

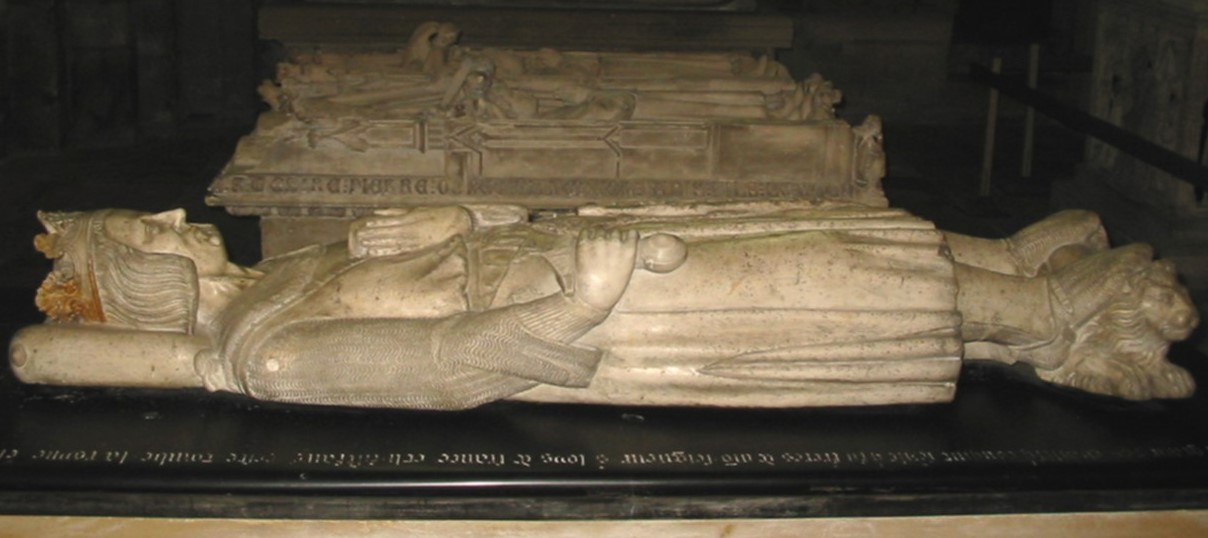
Гробница Карла Анжуйского в Сен-Дени

Согласно завещанию Карла I королём в Неаполе был провозглашён его сын Карл Салернский (под именем Карл II), находившийся в арагонском плену. На случай, если Карл II умрёт в плену, наследником был объявлен его старший сын Карл Мартел. Регентом королевства был назначен граф Роберт II д’Артуа, а управление армией было возложено на камергера Жана де Монфора.
В момент смерти Карла в состав его владений входила континентальная часть Сицилийского королевства (будущее Неаполитанское королевство), а также владения во Франции (Анжу, Мэн, Турень и Тоннер) и Священной Римской империи (Прованс и Форкалькье). Кроме того, ему был подчинён ряд островов в Эгейском море, Корфу и владения в современной Албании, составлявшие герцогство Дураццо. Карл II смог сохранить только часть этих владений. Получив свободу в 1288 году, он был в итоге вынужден отказаться от Сицилии. Все его попытки вернуть остров результата не принесли. Тоннер после смерти Карла I остался за его вдовой Маргаритой. Анжу, Мэн и Турень Карл II был вынужден по Санлисскому договору отдать в приданое за своей дочерью Маргаритой, вышедшей замуж за Карла Валуа, сына Филиппа III. Однако Прованс, Форкалькье и Дураццо остались в составе владений Карла и его наследников.
Потомки Карла I правили в различных европейских странах. Основанный им род угас в 1435 году со смертью Джованны II, королевы Неаполя.

## Образ Карла в искусстве
Карл не раз упоминается в исторических хрониках своего времени, например, в биографии Людовика IX, написанной Жаном де Жуанвилем. Также Карлу уделено большое внимание в «Житии Людовика Святого», написанном Гильомом де Сен-Патю и «Житии Людовика Святого», написанного Гильомом из Нанжи. Неоднократно о Карле говорится и в латинской хронике, написанной францисканцем Салимбене Пармским. Там он называется «брат короля Людовика». Салимбене, сообщая о его смерти в 1285 году, дал следующую оценку Карлу Анжуйскому:

Это был доблестный воин, и он смыл позор, которым покрыли себя французы в крестовом походе при Людовике Святом.

Кроме того, образ Карла привлекал внимание писателей. Так Данте Алигьери в Божественной комедии помещает Карла в Долину земных властителей Чистилища. Карл также упоминается в одной новелл «Декамерона» (X, 6): Победоносный король Карл Старший влюбился в одну девушку; стыдясь своего неразумия, он почётным образом выдаёт замуж её и её сестру.
Известен Карл I и как меценат. В частности, ему приписывают оплату создания одной из книг песен средневековья — Manuscrit du Roi (рус. Королевская рукопись) — манускрипта середины XIII века, хранящегося в Национальной библиотеке Франции.

## Браки и дети
1-я жена: с 31 января 1246 (Экс-ан-Прованс) Беатриса Прованская (1234 — 23 сентября 1267), дочь Раймунда Беренгера V, графа Прованса
- Людовик (1248—1248)
- Бланка (1250—1269); муж: с 1265 Роберт III де Дампьер (1249—1322), граф Фландрии
- Беатриса (1252—1275); муж: с 15 октября 1273 Филипп I де Куртенэ (1243 — 15.12.1283), титулярный император Латинской империи;
- Карл II Хромой (1254 — 06 мая 1309), король Неаполя с 1285, граф Анжу, Мэна, Прованса и Форкалькье с 1285
- Филипп (1256 — 1 января 1277), князь Ахейский; жена: с 1271 Изабелла де Виллардуэн (1263—1312), княгиня Ахейская и Морейская, титулярная королева Фессалоник.
- Роберт (1258—1265) ;
- Изабелла (Елизавета, Мария) (1261—1300); муж: Ласло IV (1262—1290), король Венгрии с 1272

2-я жена: с 18 ноября 1268 Маргарита Бургундская (1250 — 04 сентября 1308), графиня Тоннера с 1266, дочь Эда Бургундского, графа Невера, Осера и Тоннера
- Маргарита (ум. после 1276)